# Hypsoprora coronata
Hypsoprora coronata är en insektsart som beskrevs av Fabricius. Hypsoprora coronata ingår i släktet Hypsoprora och familjen hornstritar. Inga underarter finns listade i Catalogue of Life.